# Wojciech Oktawian Gembart
Wojciech (Albrycht) Oktawian Gembart herbu Jastrzębiec (zm. w 1671 roku) – podczaszy dobrzyński w latach 1666-1669, łowczy dobrzyński w latach 1647-1666.
Był elektorem Michała Korybuta Wiśniowieckiego z ziemi dobrzyńskiej w 1669 roku.